# グラント・ハケット
グラント・ジョージ・ハケット（Grant George Hackett、1980年5月9日 - ）は、オーストラリア出身の元競泳選手。
「水の王者」と呼ばれ、長距離界のカリスマであった。1500m自由形の世界記録を、2011年に孫楊が更新するまで約10年間保持していた。

## 略歴
オーストラリア、クイーンズランド州サウスポート生まれ。1997年のパンパシフィック水泳選手権で水泳デビュー。
1999年にジョルジオ・ランベルティ (Giorgio Lamberti) の200メートル自由形の世界記録(当時）を打ち破る。これはその後イアン・ソープによって記録が破られた。
2000年シドニーオリンピックでは、1500メートル自由形と4x200mフリーリレーで金メダルを獲得。福岡で開催された2001年世界水泳選手権では、1500m自由形においてキーレン・パーキンスが保持していた世界記録を7秒以上短縮する世界新記録（14分34秒56）で優勝。2002年コモンウェルスゲームズでも1500メートル自由形とリレー競技で金メダルを獲得した他にも、銀メダルなど多数受賞。2005年世界水泳選手権では400m・800m・1500m自由形で金メダルを獲得。800m自由形ではソープの世界記録(当時）を破った。
2004年アテネオリンピックでも1500m自由形で金メダルを獲得。2008年北京オリンピックで競泳男子初の同一種目3連覇が期待されたが、チュニジアのウサマ・メルーリに敗れ銀メダルに終わった。
2008年10月、今はすべてが思い出となったと話し現役引退を表明した。
私生活では2007年4月14日、オーストラリアの歌手キャンディス・アリー (Candice Alley) と結婚した。2009年9月に男の子と女の子の双子が誕生。